# Дівчина з обкладинки (фільм)
«Дівчина з обкладинки» (англ. «Cover Girl») — американський комедійний мюзикл 1944 року режисера Чарльза Відора. У головних ролях знялись Ріта Гейворт та Джин Келлі.

## Сюжет
Юна Расті Паркер працює танцівницею в кабаре. Бажаючи щось змінити в житті, вона бере участь у конкурсі за право бути дівчиною з обкладинки і виграє його. Перед нею відразу відкриваються широкі перспективи, до того ж в неї тепер закоханий багатий власник театру на Бродвеї Ноель Вітон. Расті приймає його пропозицію, проте втікає з весілля до свого колишнього хореографа Денні, якого справді любить.

## У ролях
- Ріта Гейворт — Расті Паркер/Марібель Хікс
- Джин Келлі — Денні МакГвайр
- Лі Боуман — Ноель Вітон
- Філ Сілверс — Геній
- Отто Крюгер — Джон Кудар
- Джесс Баркер — Кудар в молодості
- Ів Арден — Корнелія Джексон
- Леслі Брукс — Морін Мартін
- Курт Буа — шеф
- Дасті Андерсон — дівчина з обкладинки Farm Journal

## Нагороди
- Премія «Оскар» 1945-го за найкращий саундтрек.